# کمپ آساکا
کمپ آساکا پایگاه نیروی زمینی دفاع شخصی ژاپن است. این شهر در چهار شهرداری قرار دارد: نریما-کو، توکیو. آساکا، سایتاما؛ واکو، سایتاما؛ و نی زا، سایتاما. این مرکز به عنوان مقر ارتش شرقی ژاپن عمل می‌کند.
این کمپ در ابتدا محل یک زمین گلف از سال ۱۹۳۰ تا ۱۹۴۰ بود. از سال ۱۹۴۱ تا ۱۹۴۵ به عنوان محل آکادمی نظامی جوان ارتش امپراتوری ژاپن و از سال ۱۹۴۵ تا ۱۹۶۰ به عنوان یک اردوگاه نیروی زمینی ارتش ایالات متحده (کمپ جنوبی دریک) خدمت کرد و در طی این مدت بخشی از لشکر ۱ سواره نظام را در خود جای داد.
میدان تیر آساکا میدان تیری بود که در محل بازی‌های المپیک تابستانی ۱۹۶۴ در توکیو ساخته شد و میزبان تیراندازی با تپانچه و تفنگ و بخش تیراندازی پنج‌گانه مدرن بود. این مکان موقت تیراندازی برای بازی‌های المپیک تابستانی ۲۰۲۰ است.